# Женская сборная Швейцарии по баскетболу 3×3
Женская сборная Швейцарии по баскетболу 3×3 представляет Швейцарию на международных соревнованиях по баскетболу 3×3. Управляющим органом является Федерация баскетбола Швейцарии.
По состоянию на 9 сентября 2024, женская сборная Швейцарии по баскетболу 3×3 занимает 61-е место в мировом рейтинге ФИБА женских сборных по баскетболу 3×3.

## Результаты выступлений
| Турнир                             | Золото | Серебро | Бронза | Всего |
| ---------------------------------- | ------ | ------- | ------ | ----- |
| Чемпионат мира по баскетболу 3×3   | —      | —       | —      | —     |
| Чемпионат Европы по баскетболу 3×3 | —      | —       | —      | —     |
| Европейские игры                   | —      | —       | —      | —     |
| Итого                              | —      | —       | —      | —     |

### Чемпионат мира по баскетболу 3x3
| Год            | Место          | Игры           | Победы         | Поражения      | Состав команды                                                       |
| -------------- | -------------- | -------------- | -------------- | -------------- | -------------------------------------------------------------------- |
| 2012           | не участвовали | не участвовали | не участвовали | не участвовали | не участвовали                                                       |
| Москва 2014    | 6              | 7              | 5              | 2              | Marielle Giroud, Sarah Kershaw, Alexia Benedicte Rol, Caroline Turin |
| 2016           | не участвовали | не участвовали | не участвовали | не участвовали | не участвовали                                                       |
| Нант 2017      | 6              | 5              | 4              | 1              | Marielle Giroud, Sarah Kershaw, Alexia Benedicte Rol, Caroline Turin |
| Bocaue 2018    | 11             | 4              | 2              | 2              | Nancy Fora, Marielle Giroud, Evita Herminjard, Cinzia Tomezzoli      |
| Амстердам 2019 | 11             | 4              | 2              | 2              | Marielle Giroud, Evita Herminjard, Sarah Kershaw, Marjana Milenkovic |
| 2022—н. в.     | не участвовали | не участвовали | не участвовали | не участвовали | не участвовали                                                       |

### Чемпионат Европы по баскетболу 3x3
| Год            | Место          | Игры           | Победы         | Поражения      | Состав команды                                                        |
| -------------- | -------------- | -------------- | -------------- | -------------- | --------------------------------------------------------------------- |
| Бухарест 2014  | 8              | 4              | 2              | 2              | Marielle Giroud, Sarah Kershaw, Alexia Benedicte Rol, Caroline Turin  |
| Бухарест 2016  | 4              | 5              | 2              | 3              | Marielle Giroud, Sarah Kershaw, Alexia Benedicte Rol, Dorothée Studer |
| Амстердам 2017 | 6              | 3              | 2              | 1              | Marielle Giroud, Sarah Kershaw, Alexia Benedicte Rol, Caroline Turin  |
| Бухарест 2018  | 10             | 2              | 0              | 2              | Nancy Fora, Marielle Giroud, Evita Herminjard, Cinzia Tomezzoli       |
| 2019—2021      | не участвовали | не участвовали | не участвовали | не участвовали | не участвовали                                                        |
| Грац 2022      | 7              | 3              | 1              | 2              | Nadia Constantin, Meline Franchina, Marielle Giroud, Evita Herminjard |
| 2023—н. в.     | не участвовали | не участвовали | не участвовали | не участвовали | не участвовали                                                        |

### Европейские игры
| Год         | Место | Игры | Победы | Поражения | Состав команды                                              |
| ----------- | ----- | ---- | ------ | --------- | ----------------------------------------------------------- |
| Баку 2015   | 5     | 5    | 4      | 1         | Sarah Kershaw, Marielle Giroud, Alexia Rol, Dorothée Studer |
| Минск 2019  | 11    | 3    | 1      | 2         | Tamara Détraz, Belinda Mensah, Eva Ruga, Cinzia Tomezzoli   |
| Краков 2023 | 12    | 3    | 1      | 2         | Eléa Jacquot, Gloria Loosa, Lin Schwarz, Lana Wenger        |